# دراوافوک
دراوافوک (به مجاری:  Drávafok) یک منطقهٔ مسکونی در مجارستان است که در ناحیه شیه واقع شده‌است.